# Santa Elena (Michoacán)
Santa Elena es una localidad del estado mexicano de Michoacán. Es parte del municipio de Maravatío.

## Toponimia
El nombre «Santa Elena» hace referencia a la santa patrona de la localidad: Helena de Constantinopla.

## Demografía
| Gráfica de evolución demográfica |
|                                  |

| Censo | Población |
| ----- | --------- |
| 1940  | 202       |
| 1950  | 463       |
| 1960  | 544       |
| 1970  | 561       |
| 1980  | 865       |
| 1990  | 1346      |
| 2000  | 1544      |
| 2010  | 1893      |
| 2020  | 2313      |